# Stráňavy
Stráňavy – wieś (obec) na Słowacji położona w kraju żylińskim, w okręgu Żylina. Pierwsze wzmianki o miejscowości pochodzą z roku 1365.
Według danych z dnia 31 grudnia 2010, wieś zamieszkiwało 725 osób, w tym 367 kobiet i 358 mężczyzn.
W 2001 roku rozkład populacji względem narodowości i przynależności etnicznej wyglądał następująco:
- Słowacy – 99,08%
- Czesi – 0,71%
- Węgrzy – 0,11%